# Катастрофа Boeing 747 под Куала-Лумпуром
Катастрофа Boeing 747 под Куала-Лумпуром — авиационная катастрофа, произошедшая утром в воскресенье 19 февраля 1989 года. Грузовой самолёт Boeing 747-249F авиакомпании Flying Tiger Line выполнял плановый рейс FT 66 по маршруту Сингапур—Куала-Лумпур—Гонконг, но при заходе на посадку в Куала-Лумпуре врезался в холм в 12 километрах от аэропорта Куала-Лумпура. Погибли все находившиеся на его борту 4 члена экипажа — 3 пилота и наземный инженер.

## Самолёт
Boeing 747-249F (регистрационный номер N807FT, заводской 21828, серийный 408) был выпущен в 1979 году (первый полёт совершил 1 ноября). 12 декабря того же года был передан авиакомпании Flying Tiger Line, в которой получил имя Thomas Haywood. Оснащён четырьмя турбовентиляторными двигателями Pratt & Whitney JT9D-7Q. На день катастрофы совершил свыше 9000 циклов «взлёт-посадка» и налетал свыше 34 000 часов.

## Экипаж
Состав экипажа рейса FT 66 был таким:
- Командир воздушного судна (КВС) — 53-летний Фрэнсис У. Хэлпин (англ. Francis W. Halpin).
- Второй пилот — 54-летний Джон Р. Робинсон (англ. John R. Robinson).
- Бортинженер — 70-летний Рональд Пелтон (англ. Ronald Pelton).

Также в состав экипажа входил 53-летний наземный инженер Леонард Сулевски (англ. Leonard Sulewski).